# ヒル郡 (モンタナ州)
ヒル郡（英: Hill County）は、アメリカ合衆国モンタナ州の北部に位置する郡である。人口は1万6309人（2020年）  。郡庁所在地はハバー市であり、同郡で人口最大の自治体である。

## 歴史
インディアン以外の者が作った最初の入植地は、1879年に駐屯兵が来たアシニボイン砦だった。砦にあった104の建築物のうち15戸は今も残っている。ヒル郡はモンタナ州を横切って太平洋に抜ける鉄道を建設したグレート・ノーザン鉄道の社長ジェイムズ・J・ヒルに因んで名付けられた。

## 地理
アメリカ合衆国国勢調査局に拠れば、郡域全面積は2,916平方マイル (7,552.4 km2)であり、このうち陸地は2,896平方マイル (7,500.6  km2)、水域は20平方マイル (51.8 km2)で水域率は0.68％である。郡の北はカナダ＝アメリカ合衆国国境であり、アルバータ州とサスカチュワン州に接している。アメリカ国道2号線とBNSF鉄道がカナダとの国境近くを走る、いわゆるハイラインに位置している。国内最大の郡立公園であるビーバークリーク公園がある。
アメリカ合衆国の中では数少ない対蹠地（地球上で、ある場所とは180°逆に位置する場所）があり、ラドヤードの町はそのような土地で唯一人が住んでいる所である。ヒル郡にとって地球の反対側は南インド洋のケルゲレン諸島である。アメリカ合衆国の他の土地のほとんど全ての対蹠地はインド洋の洋上である。

### 主要高規格道路
- アメリカ国道2号線
- アメリカ国道87号線

### 隣接する郡
- リバティ郡 - 西
- シュートー郡 - 南
- ブレイン郡 - 東
- カナダ、アルバータ州サイプレス郡 - 北
- カナダ、サスカチュワン州リノ51号 - 北

### 国立保護地域
- クリードマン・クーリー国立野生生物保護区
- シバドー湖国立野生生物保護区

## 人口動態
以下は2000年の国勢調査による人口統計データである。
| 基礎データ - 人口: 16,673人 - 世帯数: 6,457 世帯 - 家族数: 4,255 家族 - 人口密度: 2人/km2（6人/mi2） - 住居数: 7,453軒 - 住居密度: 1軒/km2（3軒/mi2） 人種別人口構成 - 白人: 79.55% - アフリカン・アメリカン: 0.09% - ネイティブ・アメリカン: 17.30% - アジア人: 0.37% - 太平洋諸島系: 0.02% - その他の人種: 0.35% - 混血: 2.32% - ヒスパニック・ラテン系: 1.25% 先祖による構成 - ドイツ系：21.1％ - ノルウェー系：13.5％ - アイルランド系：8.7％ - アメリカ人：6.7％ - イギリス系：6.2％ 言語による構成 - 英語：93.9％ - クリー語：3.3％ - ドイツ語：2.0％ | 年齢別人口構成 - 18歳未満: 28.2% - 18-24歳: 11.6% - 25-44歳: 26.0% - 45-64歳: 21.4% - 65歳以上: 12.8% - 年齢の中央値: 34歳 - 性比（女性100人あたり男性の人口） - 総人口: 99.3 - 18歳以上: 96.4 世帯と家族（対世帯数） - 18歳未満の子供がいる: 34.3% - 結婚・同居している夫婦: 50.5% - 未婚・離婚・死別女性が世帯主: 10.9% - 非家族世帯: 34.1% - 単身世帯: 28.6% - 65歳以上の老人1人暮らし: 11.4% - 平均構成人数 - 世帯: 2.53人 - 家族: 3.15人 収入と家計 - 収入の中央値 - 世帯: 30,781米ドル - 家族: 38,179米ドル - 性別 - 男性: 29,908米ドル - 女性: 19,874米ドル - 人口1人あたり収入: 14,935米ドル - 貧困線以下 - 対人口: 18.4% - 対家族数: 15.3% - 18歳未満: 23.3% - 65歳以上: 9.0% |

## 都市と町

### 都市
- ハバー - 郡庁所在地

### 町
- ヒンガム

### 国勢調査指定地域
| - エイジェンシー - アズア - ビーバークリーク - ボックスエルダー - ギルドフォード | - ハバーノース - ヘロン - インバネス - クレムリン - パーカースクール | - ラドヤード - サドルビュート - セントピエール - サングレイ - ウェストハバー |

### その他の町
- ラレド